# اینجنوی
اینجنوی (به لاتین: Ingenui) اصطلاح حقوقی  روم باستان بود که به آن دسته از شهروندان آزادی اشاره می‌کرد که آزاد به دنیا می‌آمدند، آنها جدا از آزادگان (برده‌داری) بودند که زمانی برده بودند.